# Гута (Дорогичинський район)
Гута (біл. Гута) — село в Білорусі, у Дорогичинському районі Берестейської області. Орган місцевого самоврядування — Осовецька сільська рада.

## Географія
Лежить за 7 км на південь від Дорогичина.

## Історія
Власницею маєтку в селі була поміщиця Ф. Матеєвич.

## Населення
За переписом населення Білорусі 2009 року чисельність населення села становила 96 осіб.